# The Black Lash
The Black Lash è un film del 1952 diretto da Ron Ormond.
È un western statunitense con Lash La Rue, Al St. John e Peggy Stewart.

## Produzione
Il film, diretto da Ron Ormond su una sceneggiatura di June Carr, Kathy McKeel e Timothy Ormand, fu prodotto dallo stesso Ormond per la Western Adventures Productions e girato nell'Iverson Ranch a Chatsworth, Los Angeles, nel ranch di Corriganville a Simi Valley e nel Red Rock Canyon State Park a Cantil, in California, nel novembre del 1950. Il titolo di lavorazione fu Thundering Trail . Il film contiene scene prese da Frontier Revenge (1948).

## Distribuzione
Il film fu distribuito negli Stati Uniti dal 2 gennaio 1952 al cinema dalla Realart Pictures.
Altre distribuzioni:
- in Danimarca il 19 aprile 1954 (Den sorte Pisk)
- in Germania Ovest nel 1957 (Kampf um die Silbermine) (Mit Peitsche und Pistole)
- in Austria nell'agosto del 1957 (Mit Peitsche und Pistole)

## Promozione
Le tagline sono:
- MINE OWNER...OR KILLER! "Las" knew - but you can't hang a man without facts!
- MINE OWNER...OR DESPERADO! "LASH" couldn't afford to make a mistake! (ORIGINAL POSTER)
- IT TAKES A CROOK TO CATCH A CROOK! "Lash" plays both sides of the law to do it!
- "LASH" USES THE BUSINESS END OF HIS "BULLWHIP" to bring an outlaw to justice